# Cmentarz ewangelicki w Cieszynie
Cmentarz ewangelicki w Cieszynie – położony w Cieszynie przy ul. Bielskiej na Górnym Przedmieściu. Administratorem cmentarza jest parafia ewangelicko – augsburska w Cieszynie, mieszcząca się w Cieszynie, Plac Kościelny 6. Pełna nazwa cmentarza, to Cmentarz Ewangelicko-Augsburski w Cieszynie.
Cmentarz jest wpisany do rejestru zabytków (wpis do rejestru zabytków woj. bielskiego: nr rej. A-443/86 z 11.07.1986 roku; wpis do rejestru zabytków woj. śląskiego: nr rej. A/695/2020 z 14.09.2020).

## Historia
Cmentarz powstał w 1887 na obrzeżach ówczesnego miasta, przy granicy z wsią Bobrek, po zapełnieniu starego przykościelnego cmentarza (na którym dokonywano pojedynczych pochówków do 1939; obecnie zamieniony w park).

## Podział cmentarza
Cmentarz jest podzielony na 6 działów – tzw. kwartałów. Plan cmentarza został naniesiony na elektroniczną mapę, na której został rozplanowany podział na poszczególne działy i kwatery (które można wyszukiwać).
Stojąc frontem do bramy cmentarza, umiejscowienie kwartałów jest następujące:
- lewy dolny – I
- prawy dolny – II
- lewy środkowy (od pierwszej alei poprzecznej) – III
- prawy środkowy – IV
- lewy górny (od II alei poprzecznej) – V
- prawy górny – VI

## Znane osoby pochowane na cmentarzu
- ks. dr Andrzej Buzek (1885–1971) – historyk Kościoła, katecheta, publicysta, autor „Historii Kościoła” (kwartał III)
- ks. Eryk Cimała (1906–2005) – kapelan 3. Dywizji Strzelców Karpackich, organizator Polskiego Kościoła Ewangelicko-Augsburskiego na Obczyźnie (kwartał IV)
- dr Andrzej Cinciała (1825–1898) – adwokat, działacz narodowy, folklorysta, redaktor Tygodnika Cieszyńskiego (kwartał I)
- ks. Robert Fiszkal (1908–1980) – proboszcz parafii ewangelicko-augsburskiej w Wiśle[11] (kwartał VI)
- doc. Jan Gawlas (1911–1965) – muzyk, kompozytor, wirtuoz organowy (kwartał III)
- Jerzy Hadyna (1888–1969) – pedagog, działacz muzyczny, folklorysta (kwartał II)
- Jan Herma (1935–2019) – rzeźbiarz, profesor sztuki
- Andrzej Hławiczka (1866–1914) – pedagog, organista, animator ruchu śpiewaczego (kwartał I)
- Karol Hławiczka (1894–1976) – muzykolog, pedagog, pianista i organista, odkrywca „cieszyńskich” polonezów (kwartał I)
- Paweł Hulka-Laskowski (1881–1946) – literat, tłumacz literatury czeskiej, m.in. Przygody dobrego wojaka Szwejka (kwartał I)
- ks. dr Alfred Jagucki (1914–2004) – senior Diecezji Mazurskiej Kościoła Ewangelicko-Augsburskiego, proboszcz Parafii Ewangelickiej w Cieszynie (kwartał IV)
- Helmut Kajzar (1941–1982) – reżyser teatralny, teatrolog, dramaturg (kwartał IV)
- Adolf Bolko Kantor (1910–1992) – bokser, mistrz Polski w wadze półciężkiej i ciężkiej (kwartał V)
- Józef Kiedroń (1879–1932) – działacz narodowy, minister przemysłu i handlu RP w latach 1923–1925 (kwartał II)
- dr Jan Kotas (1879–1965) – notariusz, poseł do Sejmu Śląskiego (kwartał II)
- Jan Kubik (1886–1945) – kompozytor, kapelmistrz orkiestry pułkowej IV Pułku Strzelców Podhalańskich w Cieszynie (kwartał II)
- Jerzy Kubisz (1862–1939) – pedagog, redaktor „Miesięcznika Pedagogicznego” (kwartał VI)
- Jan Łysek (1887–1915) – nauczyciel, działacz Polskiego Towarzystwa Pedagogicznego i Polskiego Towarzystwa Gimnastycznego „Sokół”, współorganizator cieszyńskiego oddziału Legionów Polskich, poeta regionalny (kwartał II)
- Adam Macura (1848–1913) – nauczyciel i redaktor „Posła Ewangelickiego”.
- Władysław Macura (1896–1935) – muzyk, kompozytor, kierownik muzyczny w Polskim Radiu w Warszawie (kwartał III)
- ks. Józef Mamica (1878–1940) – delegat Rady Narodowej Księstwa Cieszyńskiego na Konferencję Pokojową w Wersalu, członek Głównego Komitetu Plebiscytowego, kapelan Wojska Polskiego (kwartał VI)
- mgr Janina Marcinkowa (1920–1999)[12][13]– etnografka, folklorystka, choreografka, autorka opracowań choreograficznych dla Zespołu Pieśni i Tańca Ziemi Cieszyńskiej i Zespołu Pieśni i Tańca „Śląsk” (kwartał V)
- Adam Michejda (1916–1961) – chirurg, pediatra, współtwórca polskiej chirurgii dziecięcej (kwartał V)
- prof. Kornel Michejda (1887–1960) – chirurg, profesor i dziekan Wydziału Lekarskiego Uniwersytetu w Wilnie, prezes Towarzystwa Chirurgów Polskich, rektor Akademii Medycznej w Krakowie (kwartał II)
- ks. sen. Oskar Michejda (1885–1966) – proboszcz parafii ewangelickiej w Trzyńcu, senior Diecezji Cieszyńskiej, publicysta, redaktor (kwartał IV)
- ks. dr Jan Pindór (1852–1924) – duszpasterz zboru cieszyńskiego, prezes Towarzystwa Ewangelickiego Oświaty Ludowej (kwartał IV)
- ks. Paweł Sikora (1883–1972) – prefekt w Seminarium i Liceum Pedagogicznym w Cieszynie, duszpasterz Diakonatu „Eben Ezer” w Dzięgielowie, autor podręczników (kwartał III)
- Tadeusz Sikora (1928–2016) – nauczyciel, kompozytor, autor i tłumacz pieśni religijnych, działacz społeczny oraz kościelny (kwartał II)
- Władysław Sosna (1933–2020) – nauczyciel, krajoznawca, działacz turystyczny i publicysta
- Jerzy Stonawski (1883–1936) – dyrektor Państwowej Szkoły Przemysłowej w Bielsku, wiceburmistrz Bielska (kwartał I)
- prof. Karol Stryja (1915–1998) – dyrektor i dyrygent Filharmonii Śląskiej, wykładowca Akademii Muzycznej w Katowicach (kwartał II)
- Jan Śliwka (1823–1874) – nauczyciel, organizator Towarzystwa Nauczycieli Ludowych, autor podręczników dla szkół ewangelickich na Śląsku Cieszyńskim (kwartał I)